# Haus und Kind
Haus und Kind (Casă și copil) este un film german produs în 2009 în regia lui Andreas Kleinert, care a fost transmis în mai 2011 pe postul ARD.

## Acțiune
Rolul profesorului de istorie Neubauer, este jucat de Stefan Kurt. El împreună cu soția lui Lena (Marie Bäumer) cumpără o casă izolată în mijlocul naturii. În același timp profesorul dorește să aibă un copil cu noua lui prietenă Melanie, o chelneră din Berlin. După ce profesorul a petrecut un sfârșit de săptămână cu prietena sa la Marea Baltică, la întoarcere spre casă are un accident de circulație. Lipsa lui frecventă și nemotivată de acasă, trezește bănuiala soției sale, care descoperă adresa amantei profesorului. Pentru a-și salva căsătoria ei își doresc un copil, prin analizele medicale,  profesorul află că el este steril. Între timp amnanta și soția lui rămân gravide. În încheiere amanta lui are acum un prieten nou, iar profesorul șocat de vestea că soția lui este gravidă, acceptă paternitatea, fără să-i divulge soției rezultatele analizei medicale.

## Distincții
- 2009: Premiat pentru cel mai bun scenariu la Festivalul Filmului din Mecklenburg-Vorpommern